# Leisure diving
Leisure diving is een duikactiviteit waarbij er geposeerd wordt voor een foto terwijl men zweeft om later in het zwembad te plonsen. De trend leisure diving is de opvolger van planking die ook populair was.

## Media
De foto’s na het zweven worden nadien op forums en sociale media geplaatst. Er bestaat zelf een website die enkel aan deze rage gewijd is, en waar tal van poses te zien zijn. Daar worden de top dives onderscheiden van de nice dives wat competitiedrang met zich meebrengt.

## Gevaar
Leisure diving is echter niet zonder gevaar. Zo vielen er al doden bij het uitvoeren van poses. Er zijn zelfs onderlinge wedstrijden om de mooiste foto op het web te hebben waardoor er soms veel risico’s genomen worden. Vooral voor kinderen die de gevaren nauwelijks kennen blijft het opletten.